# ロブ・ザストリズニー
ロバート・ジョン・ザストリズニー（Robert John Zastryzny, 1992年3月26日 - ）は、カナダ連邦アルバータ州エドモントン出身（アメリカ合衆国テキサス州コーパスクリスティ育ち）のプロ野球選手（投手）。左投右打。MLBのミルウォーキー・ブルワーズ所属。
愛称は、名前を短縮したロブZ（Rob-Z）、または大学時代に毎週金曜日に先発したことが由来のフライデー（Friday）。

## 経歴

### プロ入り前
カナダのアルバータ州エドモントンに生まれ、1歳の時にアメリカ合衆国のテキサス州コーパスクリスティへ移り、アメリカの国籍を取得すると同時に、ホームスクーリングで教育を受ける。

### プロ入りとカブス時代
2013年のMLBドラフト2巡目（全体41位）でシカゴ・カブスから指名され、プロ入り。契約後、傘下のA-級ボイシ・ホークスでプロデビュー。A級ケーンカウンティ・クーガーズでもプレーし、2球団合計で11試合（先発7試合）に登板して1勝0敗、防御率2.25、22奪三振を記録した。
2014年はA+級デイトナ・カブスでプレーし、23試合に先発登板して4勝6敗、防御率4.66、110奪三振を記録した。
2015年はルーキー級アリゾナリーグ・カブスとAA級テネシー・スモーキーズでプレーし、2球団合計で15試合に先発登板して2勝5敗、防御率5.98、52奪三振を記録した。オフにはアリゾナ・フォールリーグに参加し、メサ・ソーラーソックスに所属した。
2016年はAA級テネシーで開幕を迎え、AAA級アイオワ・カブスを経て8月19日にメジャー契約を結んでアクティブ・ロースター入りした。同日のコロラド・ロッキーズ戦でメジャーデビュー。この年メジャーでは8試合（先発1試合）に登板して1勝0敗、防御率1.13、17奪三振を記録した。
2018年9月1日にDFAとなり、3日にマイナー契約となった（そのままDFA時にいたAAA級アイオワに配属）。

### ドジャース傘下時代
2019年3月26日にロサンゼルス・ドジャースとマイナー契約を結んだ。この年は傘下のAA級タルサ・ドリラーズとAAA級オクラホマシティ・ドジャースでプレーし、2球団合計で23試合（先発19試合）に登板して4勝8敗、防御率5.58、104奪三振を記録した。レギュラーシーズン終了後には2019 WBSCプレミア12のカナダ代表に選出された。オフの11月4日にFAとなった。

### オリオールズ傘下時代
2019年11月18日にボルチモア・オリオールズとマイナー契約を結び、2020年のスプリングトレーニングに招待選手として参加することになった。2020年9月18日に自由契約となった。

### マーリンズ傘下時代
2021年3月26日に独立リーグ・アトランティックリーグのロングアイランド・ダックスと契約したが、登板機会がないまま5月4日にマイアミ・マーリンズとマイナー契約を結び、AAA級ジャクソンビル・ジャンボシュリンプに配属された。この年はメジャー昇格の機会はなく、オフの11月7日にFAとなった。

### メッツ時代
2021年11月29日にニューヨーク・メッツとマイナー契約を結んだ。
2022年は開幕からAAA級シラキュース・メッツでプレーしていたが、8月20日にメジャー契約を結び、21日のフィラデルフィア・フィリーズ戦で4シーズンぶりのメジャー登板を果たした（1イニング1失点）。翌日の22日にDFAとなった。

### エンゼルス時代
2022年8月25日にウェイバー公示を経てロサンゼルス・エンゼルスに移籍した。オフにノンテンダーFAとなった。

### パイレーツ時代
2022年12月22日にピッツバーグ・パイレーツとマイナー契約を結んだ。
2023年はシーズン開幕前の3月に開催された第5回WBCのカナダ代表に選出された。この年は開幕ロースターに選出され、3月30日のシンシナティ・レッズとの開幕戦では勝利投手になった。

### ブルワーズ時代
2023年12月12日にミルウォーキー・ブルワーズとマイナー契約を結んだ。
2024年6月29日にメジャー契約を結んでアクティブ・ロースター入りした。

### カブス復帰
2024年11月4日にウェイバーを経て、カブスに復帰した。2025年2月4日にDFAとなり、2月13日に自由契約となった。

### ヤンキース傘下時代
2025年2月17日にニューヨーク・ヤンキースとマイナー契約を結び、同年のスプリング・トレーニングに招待選手として参加したが、メジャー昇格はならなかった。

### ブルワーズ復帰
2025年5月16日に金銭トレードでミルウォーキー・ブルワーズに復帰した。

## 選手としての特徴
高低に投げ分けて空振りを誘ったり、左右に揺さぶってバットを出させたりするのが上手い頭脳派サウスポー。フォーシームの球速は140km/h台中頃で見劣りするが、重い球質で見た目よりかなり威力があると評価されている。

## 詳細情報

### 年度別投手成績
| 年 度    | 球 団    | 登 板 | 先 発 | 完 投 | 完 封 | 無 四 球 | 勝 利 | 敗 戦 | セ 丨 ブ | ホ 丨 ル ド | 勝 率 | 打 者 | 投 球 回 | 被 安 打 | 被 本 塁 打 | 与 四 球 | 敬 遠 | 与 死 球 | 奪 三 振 | 暴 投 | ボ 丨 ク | 失 点 | 自 責 点 | 防 御 率 | W H I P |
| -------- | -------- | ----- | ----- | ----- | ----- | -------- | ----- | ----- | -------- | ----------- | ----- | ----- | -------- | -------- | ----------- | -------- | ----- | -------- | -------- | ----- | -------- | ----- | -------- | -------- | ------- |
| 2016     | CHC      | 8     | 1     | 0     | 0     | 0        | 1     | 0     | 0        | 0           | 1.000 | 66    | 16.0     | 12       | 0           | 5        | 0     | 1        | 17       | 0     | 0        | 3     | 2        | 1.13     | 1.06    |
| 2017     | CHC      | 4     | 0     | 0     | 0     | 0        | 0     | 0     | 0        | 0           | ----  | 62    | 13.0     | 19       | 2           | 7        | 0     | 1        | 11       | 0     | 0        | 13    | 12       | 8.31     | 2.00    |
| 2018     | CHC      | 6     | 1     | 0     | 0     | 0        | 0     | 0     | 0        | 0           | 1.000 | 26    | 5.2      | 6        | 0           | 4        | 0     | 1        | 1        | 0     | 0        | 3     | 3        | 4.76     | 1.76    |
| 2022     | NYM      | 1     | 0     | 0     | 0     | 0        | 0     | 0     | 0        | 0           | ----  | 4     | 1.0      | 1        | 0           | 0        | 0     | 0        | 1        | 0     | 0        | 1     | 1        | 9.00     | 1.00    |
| 2022     | LAA      | 5     | 0     | 0     | 0     | 0        | 0     | 0     | 0        | 0           | ----  | 12    | 3.0      | 2        | 0           | 1        | 0     | 0        | 2        | 1     | 0        | 3     | 2        | 6.00     | 1.00    |
| '22計    | LAA      | 6     | 0     | 0     | 0     | 0        | 0     | 0     | 0        | 0           | ----  | 16    | 4.0      | 3        | 0           | 1        | 0     | 0        | 3        | 1     | 0        | 4     | 3        | 6.75     | 1.00    |
| 2023     | PIT      | 21    | 1     | 0     | 0     | 0        | 1     | 0     | 0        | 2           | 1.000 | 97    | 20.2     | 24       | 1           | 13       | 1     | 0        | 15       | 2     | 0        | 15    | 11       | 4.79     | 1.79    |
| 2024     | MIL      | 9     | 3     | 0     | 0     | 0        | 1     | 0     | 0        | 0           | 1.000 | 29    | 7.2      | 4        | 0           | 1        | 0     | 1        | 5        | 0     | 0        | 1     | 1        | 1.17     | 0.65    |
| MLB：6年 | MLB：6年 | 54    | 5     | 0     | 0     | 0        | 4     | 0     | 0        | 2           | 1.000 | 296   | 67.0     | 68       | 3           | 31       | 1     | 4        | 54       | 3     | 0        | 39    | 32       | 4.30     | 1.48    |

- 2024年度シーズン終了時

### WBSCプレミア12での投手成績
| 年 度 | 代 表  | 登 板 | 先 発 | 勝 利 | 敗 戦 | セ ｜ ブ | 打 者 | 投 球 回 | 被 安 打 | 被 本 塁 打 | 与 四 球 | 敬 遠 | 与 死 球 | 奪 三 振 | 暴 投 | ボ ｜ ク | 失 点 | 自 責 点 | 防 御 率 |
| ----- | ------ | ----- | ----- | ----- | ----- | -------- | ----- | -------- | -------- | ----------- | -------- | ----- | -------- | -------- | ----- | -------- | ----- | -------- | -------- |
| 2019  | カナダ | 1     | 1     | 0     | 1     | 0        | 20    | 5.1      | 3        | 0           | 2        | 0     | 0        | 7        | 0     | 0        | 2     | 2        | 3.38     |

### WBCでの投手成績
| 年 度 | 代 表  | 登 板 | 先 発 | 勝 利 | 敗 戦 | セ ｜ ブ | 打 者 | 投 球 回 | 被 安 打 | 被 本 塁 打 | 与 四 球 | 敬 遠 | 与 死 球 | 奪 三 振 | 暴 投 | ボ ｜ ク | 失 点 | 自 責 点 | 防 御 率 |
| ----- | ------ | ----- | ----- | ----- | ----- | -------- | ----- | -------- | -------- | ----------- | -------- | ----- | -------- | -------- | ----- | -------- | ----- | -------- | -------- |
| 2023  | カナダ | 1     | 1     | 0     | 1     | 0        | 11    | 2.0      | 3        | 0           | 2        | 0     | 1        | 2        | 0     | 1        | 3     | 3        | 13.50    |

- 太字は大会最高

### 年度別守備成績
| 年 度 | 球 団 | 投手（P） | 投手（P） | 投手（P） | 投手（P） | 投手（P） | 投手（P） |
| 年 度 | 球 団 | 試 合     | 刺 殺     | 補 殺     | 失 策     | 併 殺     | 守 備 率  |
| ----- | ----- | --------- | --------- | --------- | --------- | --------- | --------- |
| 2016  | CHC   | 8         | 1         | 2         | 0         | 0         | 1.000     |
| 2017  | CHC   | 4         | 0         | 4         | 0         | 2         | 1.000     |
| 2018  | CHC   | 6         | 1         | 2         | 0         | 0         | 1.000     |
| 2022  | NYM   | 1         | 0         | 0         | 0         | 0         | ----      |
| 2022  | LAA   | 5         | 0         | 0         | 0         | 0         | ----      |
| '22計 | LAA   | 6         | 0         | 0         | 0         | 0         | ----      |
| 2023  | PIT   | 21        | 1         | 3         | 0         | 1         | 1.000     |
| 2024  | MIL   | 9         | 0         | 1         | 0         | 0         | 1.000     |
| MLB   | MLB   | 54        | 3         | 12        | 0         | 3         | 1.000     |

- 2024年度シーズン終了時

### 代表歴
- 2019 WBSCプレミア12 カナダ代表
- 2023 ワールド・ベースボール・クラシック・カナダ代表

### 背番号
- 29（2016年 - 2018年）
- 63（2022年途中 - 2022年途中）
- 40（2022年途中 - 同年終了）
- 62（2023年）
- 58（2024年、2025年 - ）